# Eugene Parker
Eugene Newman Parker (Houghton, Míchigan, 10 de junio de 1927-Chicago, Illinois, 15 de marzo de 2022) fue un astrofísico, astrónomo y profesor universitario estadounidense.

## Biografía
Se graduó en la Universidad Estatal de Míchigan (consiguió la licenciatura en 1948) y el doctorado en Caltech en 1951. Después de eso, fue instructor en la Universidad de Utah y, a partir de 1953, asistente de investigación de Walter Elsasser, en Utah. En 1955, se convirtió en asistente de investigación de John Alexander Simpson, en la Universidad de Chicago. En 1957, fue nombrado profesor asistente en 1962, profesor en la Facultad de Ciencias y en el Instituto Enrico Fermi. En 1967, se trasladó a la Facultad de Astronomía y Astrofísica, y se jubiló finalmente en 1995.
En 1967, se convirtió en Miembro de la Academia Nacional de Ciencias de Estados Unidos y en 1970 fue elegido para formar parte de la Academia Estadounidense de las Artes y las Ciencias.
Sus Investigaciones se centraron especialmente en el viento solar, el campo magnético de la Tierra y el Sol, y sus complejas Interacciones. En 1956, fue uno de los desarrolladores de la teoría de las reconexiones, en 1959 fue él quien introdujo el término viento solar y propuso una teoría magnetohidrodinámica para la descripción del viento solar.
La espiral de Parker, como forma de corriente heliosférica difusa, y la sonda Parker Solar Probe que se envió al sol el 12 de agosto de 2018 se nombraron en honor a Parker.

## Obras
- Parker, E. N.: Conversations on electric and magnetic fields in the cosmos, Princeton University Press, 2007
- Parker, E. N.: Interplanetary dinámica de los Procesos, Interscience 1963
- Parker, E. N.: Cosmical Magnetic Fields: su Origen y Su Actividad. Oxford & NY: Clarendon Press, 1979
- Parker, E. N.: Spontaneous current hojas en magnetic fields: with applications to estelar de rayos-x, Oxford University Press, 1994
- Parker, E. N.: Dynamics of the Interplanetary Gas and Magnetic Fields en: Ap.J. 128, 664-76 (1958).
- Parker, E. N.: The Hydrodynamic Theory of Solar Corpuscular Radiation and Stellar Winds en: Ap.J. 132, 821-66 (1960).

## Honores
- 1964 Space Science Award del American Institute of Aeronautics and Astronautics
- 1969 Henry Norris Russell Lectureship
- 1978 Premio George Ellery Hale de la American Astronomical Society
- 1989 National Medal of Science
- 1990 Medalla Karl Schwarzschild de la Astronomische Gesellschaft
- 1990 Medalla William Bowie
- 1992 Medalla de oro de la Royal Astronomical Society
- 1997 Medalla Bruce de la Astronomical Society of the Pacific
- 2003 Premio Kyoto
- 2003 Premio James Clerk Maxwell en física de plasmas (James Clerk Maxwell Prize for Plasma Physics), por contribuciones esenciales a la Astrofísica de Plasmas, incluyendo la Predicción del viento solar, la explicación de la dinamo solar, la Formulación de la Teoría magnética de la reconexión y la Inestabilidad que predice la fuga de campos magnéticos de la Galaxia.[4]
- En 2004, el Asteroide (11756) Geneparker fue nombrado en su honor
- 2012 Premio Hannes-Alfvén
- En 2017, la sonda Parker Solar Probe se nombró en su honor